# It Happened in Room 7
It Happened in Room 7 è un cortometraggio muto del 1917 scritto e diretto da Leslie T. Peacocke.

## Produzione
Il film fu prodotto dalla Victor Film Company.

## Distribuzione
Distribuito dall'Universal Film Manufacturing Company, il film - un cortometraggio in una bobina - uscì nelle sale cinematografiche USA il 17 aprile 1917.